# Hřivínův Újezd
Hřivínův Újezd é uma comuna checa localizada na região de Zlín, distrito de Zlín.